# Дар ес Салам (регион)
Дар ес Салам је један од 26 административних региона у Танзанији. Главни град региона је Дар ес Салам. Регион Дар ес Салама као бившег главног града има највиши стандард међу танзанијским регионима и највећу густину насељености. Површина региона је 574 km².
Према попису из 2002. године у региону Дар ес Салам је живело 2 487 288 становника.

## Дистрикти
Регион Дар ес Салам је административно подељен на 3 дистрикта: Кинондони, Илала и Темеке.